# Allgemeine Deutsche Kunstausstellung
Die Allgemeine Deutsche Kunstausstellung war eine Kunstausstellung in Dresden. Sie war eine der ersten Ausstellungen nach dem Ende des Nationalsozialismus, auf der viele Künstler, die als „entartet“ galten, ihre Arbeiten wieder in der Öffentlichkeit präsentieren konnten.

## Geschichte
Die Allgemeine Deutsche Kunstausstellung fand vom 25. August 1946 bis zum 31. Oktober 1946 in Dresden in der Stadthalle Nordplatz statt. Auf ihr zeigten 250 Künstler, Maler, Bildhauer und Graphiker insgesamt 594 Werke, davon über 100 von Künstlern aus der amerikanischen und der französischen Besatzungszone. Künstler aus der britischen Zone durften nicht teilnehmen.
Zudem fand vom 26. bis zum 29. Oktober als Programm zur Ausstellung der Allgemeine Sächsische Kunstkongreß statt, der die künstlerischen Sparten Bildende Kunst, Architektur, Theater und Musik umfasste. Organisator und Leiter der Ausstellung war der Bildhauer Herbert Volwahsen.
Die Allgemeine Kunstausstellung des Jahres 1946 gilt als die wichtigste jener Ausstellungen nach dem Zweiten Weltkrieg, da sie die erste und zugleich letzte gesamtdeutsche Kunstausstellung bis 1990 sein sollte. Mit ihr knüpfte man an die künstlerischen und kulturellen Traditionen vor 1933 an. Die Ausstellung dokumentierte den Aufbruchseuphorie und den Schöpferdrang der Künstler nach dem Ende des Dritten Reiches.
Jurymitglieder waren prominente Künstler wie Karl Hofer (Vizepräsident des Kulturbundes) und Max Pechstein, daneben Hans Grundig, Wilhelm Lachnit und Herbert Volwahsen sowie aus der Politik Herbert Gute (Landesverwaltung Sachsen), Eva Blank (Kulturbund) und Will Grohmann (Kulturabteilung im Magistrat Dresden, Rektor der Staatlichen Hochschule für Werkkunst Dresden). Volwahsen erhielt nach seinen Aufzeichnungen von Gute den Auftrag, die Ausstellung zu konzipieren und als verantwortlicher Leiter umzusetzen. Mit Grohmann erarbeitet er das Konzept, wobei weitere Künstler wie Hofer, Pechstein, und Josef Hegenbarth zur Unterstützung gebeten und in die Jury eingeladen wurden. Volwahsen hielt für die Künstler die Eröffnungsrede, in der er auch Bezug auf den Beginn der Wanderausstellung „Entartete Kunst“ aus dem Jahre 1933 nahm:

„Der heutige Tag hat für uns Dresdner Künstler noch eine besondere Bedeutung: denn wir haben nicht vergessen, daß hier vor 12 Jahren die Nazis die erste Ausstellung ‚Entartete Kunst‘ zeigten, die dann durch ganz Deutschland ging und in der Welt einen Sturm der Entrüstung über diese Kunstbarbarei hervorruf.“

Nach diesem „Schandfleck“ in der Geschichte der Dresdner Kunstausstellungen war es nun an dieser Ausstellung, „das Band zwischen den deutschen Ländern wieder neu zu knüpfen“ und den „Weg der Sammlung aller schöpferischen und zukunftsweisenden Kräfte weiterzugehen“. Er erinnerte an die revolutionären Impulse durch die expressionistischen Maler der Künstlervereinigung Die Brücke, die in Dresden gegründet wurde. Volwahsen hielt einen Appell für eine offene und freie Kunstauffassung, die den Betrachter mit aktuellen Kunstwerken aber auch geistig fordert. Die Ausstellung richtete sich seine Worten nach besonders an die Jugend, um ihr „wieder die übernationale Sprache der Kunst“ zu lehren, „deren versöhnliche Kraft die Völker eint“. So sollten die Besucher zu den „Quellen wahren Menschentums, die so lange verschüttet waren“ zurückgeführt werden und die Künstler mit diesen „Werken des Friedens“ zu einem besseren, friedlichen Zusammenleben beitragen. Der Text spiegelt den Pathos der Zeit wider, aber auch den Humanismus und die Aufbruchstimmung.
Die Deutschen Kunstausstellungen (ab 1972 Kunstausstellung der DDR) fanden in den folgenden Jahren zunächst alle drei bzw. vier Jahre, ab 1962 alle fünf Jahre statt.
Im Rahmen der Ausstellung Im Netzwerk der Moderne der Staatlichen Kunstsammlungen Dresden vom 27. September 2012 bis 6. Januar 2013 wurde eine Rekonstruktion der Allgemeinen Deutschen Kunstausstellung vorgestellt. Auf 42 ″-Multitouch-Monitoren ist ein digitales Modell der Ausstellung virtuell erlebbar und es werden Hintergrundinformationen zu den ausgestellten Kunstwerken präsentiert. Die Rekonstruktion erfolgte auf Grundlage historischer Fotos als studentische Leistung an der Fakultät Informatik der Technischen Universität Dresden.